# Mucio P. Martínez
El general Mucio Praxedis Martínez de la Fuente (Galeana, Nuevo León, México, 12 de mayo de 1841 - Ciudad de México, 26 de octubre de 1920) fue un militar mexicano que participó en la Segunda Intervención Francesa en México y en la Revolución mexicana.

## Biografía
Nació en Galeana, Nuevo León, el 12 de mayo de 1841, siendo hijo de don Antonio Martínez y de doña Carmen González. Incorporado a la Guardia Nacionall en 1861, con el grado de alférez, figuró en el cuerpo de Lanceros de San Luis Potosí, hasta 1863, en que fue trasladado al de igual arma a la Ciudad de México. Asistió a la batalla de San Lorenzo el 8 de mayo de ese año.
Estuvo en numerosas acciones de armas durante la intervención francesa, tales como Tulancingo, Soto, Rosas, Puebla, Miahuatlán, La Carbonera, etc. Asistió al sitio de Puebla en 1867 y toma de la Ciudad de México en el mismo año.
Durante la Revolución de Tuxtepec en 1876, figuró en la brigada de Carabineros de Puebla con el grado de coronel de caballería. Concurriendo a las acciones de Espatlán, Acatzingo, Tecoac, y otras. En 1878 asistió como jefe de columna de operaciones, a sofocar a los sublevados de Jalapa. En mayo de 1882 concurrió a la pacificación de Tepexi, en Puebla. 
Ascendió a general de brigada en 1890. Fue jefe de la 9.ª zona militar y gobernador de Puebla durante 18 años de 1893 a 1911. Realizó en dicho estado una importante obra administrativa y abusos, fue un cacique. Aprehendido en 1914, fue puesto en libertad por los zapatistas. Había sido acusado en 1912 de secundar la rebelión de Félix Díaz.
Murió en la Ciudad de México el 26 de octubre de 1920.